# Podno grijanje
Podno grijanje i hlađenje je oblik centralnog grijanja i hlađenja kojim se postiže toplinski komfor unutar zatvorenih prostora koristeći se pri tome kondukcijom, radijacijom i konvekcijom. Takvi prostori su prvenstveno namijenjeni za svakodnevno obitavanje.  Pojmovi kao što su radijacijsko grijanje i radijacijsko hlađenje se najčešće koriste pri opisu ovog postupka, jer upravo radijacija (zračenje) ima velik udio u postizanju što boljeg toplinskog komfora. To je tehnički ispravno samo onda kada zračenje sačinjava više od 50% udjela topline izmijenjene između poda i ostatka prostora.   

## Povijesni pregled
Podno grijanje ima za sobom dugu povijest koja seže unatrag do razdoblja neolitika.  Arheološka iskapanja u Aziji i na Aleutskim otocima otkrila su kako su njihovi stanovnici koristili dim za grijanje, izvlačivši i odvajajući ga od vatre preko sistema izdubljenih brazda nadkrivenih kamenom, smještenog u podu njihovih podzemnih nastamba. Vrući dim je grijao podno kamenje koje je potom zračenjem grijalo nastambu. Ovi rani i relativno primitivni oblici su evoluirali i razvili se u moderne sustave koji koriste mrežu cijevi punjenih tekućinom, ali i elektične instalacije koje griju na principu električnog otpora.

## Uvod u osnovne sisteme podnog grijanja
Moderni sistemi podnog grijanja koriste principe elektro-otporničkih elemenata (električni sistemi) ili struju toplog fluida u cijevima (hidronički sistemi). Sustavi na bazi elektro-otporničkih elemenata se koriste isključivo za grijanje, no kad imamo potrebu ujedno i za hlađenjem koristimo hidroničke sisteme. Neki od primjera kod kojih su oba sistema našla prigodnu primjenu su: topljenje snijega i leda na šetnicama, garažnim pristupima, platformama za slijetanje, grijanju tereta kod tanker brodova, nogometnim igralištima kao i u sprječavanju odmrzavanja klizališta i frižidera.

Električni grijači i hidrauličke cijevi mogu biti ugrađene u beton i prekrivene tankim slojem kamena (mokri sistem). Također mogu biti smješteni iznad poda (suhi sistem) ili direktno montirani ispod drvenog poda (suhi sistem).

### Hidronički sistemi
Hidronički sistemi koriste vodu ili mješavinu vode i antifriza (primjerice propilen glikol) kao fluid za prijenos topline kroz "zatvorene petlje" koje cirkuliraju na relaciji pod-kotao. Postoje razne vrste cijevi koje su na raspolaganju, a koriste se posebno za sustave hidroničkog podnog grijanja i hlađenja te su općenito izrađene od polietilena, uključujući PEX, PEX-Al-PEX i PERT. Neki stariji materijali kao što su Polybutylene (PB) i bakrene ili čelične cijevi se još uvijek koriste u nekim lokalima ili za specijalizirane aplikacije.
Za rad s hidroničkim sustavima potrebno je posjedovati stručna znanja iz termodinamike i mehanike fluida. Korištenje modernih "podnih stanica" koje se već sastavljene mogu nabaviti, može uvelike pojednostaviti ugradnju i smanjiti vrijeme instaliranja i puštanja u rad. 
Hidronički sustavi mogu koristiti jedan izvor ili kombinaciju izvora energije, kako bi se moglo što efikasnije upravljati troškovima energije. Izvori energije koji se najčešće koriste kod hidroničkog sistema su:

- Kotlovi (grijači), uključujući CHP-električne centrale, a griju se pomoću:

- Prirodnog plina, ugljena, nafte ili otpadnog ulja
- Struje
- Solarne energije
- Drva i biomase
- Biogoriva

- Toplinske pumpe pogenjene:

- Strujom
- Prirodnim plinom

|  |  |  |

### Električni sistemi
Električni sustavi se koriste samo za grijanje, a kod ugradnje se upotrebljavaju nehrđajući, fleksibilni grijači elementi uključujući kabele, unaprijed sastavljanje matrice grijaćih kabela i brončane mreže. Zbog svojeg relativno uskog profila mogu biti ugrađeni u termalnu masu ili neposredno ispod podnog pokrova. Osim podnog grijanja, ovakve sustave često nalazimo u svakodnevnoj upotrebi u oblicima grijaćih tepiha, grijaćih pokrivača, grijalica sjedala itd. Prednost električnih sustava je mogućnost praćenja i mjerenja potrošnje električne energije, ugradnja u podove tuš-kabina, neposredno ispod pločica, ispod drvenog poda, laminatnog poda itd. Električni sustavi koriste manje komponenata i jednostavniji su za instalaciju od hidroničkih sustava. Neki električni sustavi koriste tehnologiju linijskog napona, dok drugi koriste nisko naponsku tehnologiju. Potrošnja energije kod električnih sustava ne temelji se na naponu, nego izlaznom snagom proizvedenom od strane grijaćih elemenata.

## Obilježja i pogodnosti podnog grijanja

### Toplinska ugodnost i kvaliteta
Kao što je definirano od strane ANSI / ASHRAE Standard 55 -Thermal Environmental Conditions for Human Occupancy (toplinski okolišni uvjeti za ljudsko stanovanje), toplinska ugodnost je, "ono stanje uma koje izražava zadovoljstvo spram uvjetima toplinskog okruženja, a ocijenjeno je subjektivnom procjenom". Sa strane podnog grijanja,toplinska ugodnost je pod utjecajem površinske temperature poda i popratnih elemenata kao što su asimetričnost zračenja, srednja temperatura zračenja i operativna temperatura. Istraživanja Nevins, Rohles, Gagge, P. Ole Fanger pokazuju da ljudi u mirovanju s odjećom kućne namjene, izmjenjuju preko 50% svoje osjetne topline putem zračenja.

Podno grijanje utječe na razmjenu energije zračenja putem toplinske regulacije unutrašnjih površina s niskom temperaturom i dugovalnim zračenjem. Zagrijavanje površina potiskuje gubitak tjelesne topline i rezultira percepcijom toplinske ugodnosti. Ovaj opći osjećaj udobnosti je dodatno poboljšan putem provođenja tj. kondukcijom (stopala na podu) i konvekcijom od površine i utjecaja na gustoću zraka.

Podno hlađenje funkcionira na principu upijanja kratkovalnog i dugovalnog zračenja što rezultira hladnim unutrašnjim površinama. Ove hladne površine potiču gubitak tjelesne topline što rezultira percepcijom hlađenja.

### Kvaliteta zraka u prostoriji
Podno grijanje može imati pozitivan učinak na kvalitetu zraka u zatvorenom prostoru, olakšavajući izbor "hladno percipiranih" materijala kao što su pločice, škriljevac, mramor i beton. Ove zidane površine obično imaju vrlo niske emisije hlapivih organskih spojeva u odnosu na druge opcije podnica. U kombinaciji s uređajima za kontrolu vlage, podno grijanje uspostavlja temperaturne uvjete koji su manje povoljniji za podržavanje plijesni, bakterija, virusa grinja i prašine. Uklanjanjem osjetnog dijela toplinskog opterećenja od ukupnog HVAC (grijanje, ventilacija i klimatizacija) opterećenja, ventilacijom, filtriranjem i uklanjanjem viška vlage iz nadolazećeg zraka, može biti ostvareno s posebnim vanjskim jedinicama za zrak koji imaju manji volumenski protok da bi ublažili distribuciju zrakom prenosivih zagađivača. Tu je priznanje od strane medicinske zajednice koje se odnosi na prednosti podnog grijanja, posebno kod osjetljivosti na alergije.

### Održivost energije
Sustavi podnog grijanja ocjenjuju se na temelju održivosti kroz načela efikasnosti entropije i eksergije. U kombinaciji s visoko efikasnim zgradama, sustavi rade s niskim temperaturama u režimu grijanja i visokim temperaturama kod režima hlađenja i tipični su za područja primjene geotermalnih i solarnih termalnih sustava. U kombinaciji s obnovljivim izvorima energije pogoduju smanjenju ili eliminaciji stakleničkih plinova koje proizvode kotlovi i hladnjaci, kao i smanjenje zahtjeva za obnovljive izvore energije, te omogućuje veće zalihe za buduće generacije.

### Sigurnost
Temperatura podnog grijanja je niska, a sam sustav je ugrađen u pod ili ispod podne obloge te kao takav ne zauzima prostor zidova i ne predstavlja od požara, niti opasnost za tjelesne ozljede (opekline) zbog mogućeg slučajnog kontakta. Ta je referenca pozitivna značajka, pa su tako ovi sustavi pogodni za instalaciju u zdravstvenim ustanovama, staračkim domovima, pogodno za ljude koji pate od demencije. Osim toga, grijani podovi će pospješiti sušenje istih ako su kojim slučajem bili smočeni. Nadalje, podno grijanje koje radi na principu hidroničkog sistema je korisno za grijanje i hlađenje eksplozivnih okruženja, gdje izgaranjem plamena i korištenjem električne opreme može doći do katastrofe.

### Dugovječnost, održavanje i popravak
Oprema za održavanje i popravak je ista kao i za druge vodno ili električno bazirane HVAC sustave, osim ako cijevi i matrice kabela nisu ugrađeni u pod. Pogreške koje su zajedničke i često se javljaju na instalacijama, uzrokovane su nepažnjom, instalacijskim greškama i nepravilnim rukovanjem proizvoda, kao što je izloženost ultraljubičastom zračenju. Pre-instalacijske tlačne probe su nužne. Za sustave koji za grijanje koriste struju toplog fluida, pokazao se kao materijal cijevi veoma dobar umreženi polietilen (PE-X), proizvod razvijen tijekom 1930-ih i sa svojim različitim izvedenicama kao što su PE-RT, pokazali su pouzdane dugoročne učinkovitosti u teškim, hladnim klima-aplikacijama kao što su:palube brodova, hangari zrakoplova, platforme helikoptera,avionske piste. Budući da su materijali proizvedeni od polietilena i obveznice su unakrsno povezane, vrlo je otporan na koroziju, odnosno temperaturno naprezanje, kao i naprezanje zbog visokog tlaka.

## Projektiranje i ugradnja

### Tehnički dizajn
Količina razmijenjene topline podnog sustava temelji se na kombinaciji zračenja i konvektivnog koeficijenata prijelaza topline.

- Prijenos topline zračenjem je konstantan i temeljen na Stefan-Boltzmann-ovoj konstanti.
- Konvektivni prijenos topline mijenja se tijekom vremena ovisno o:
  - gustoći zraka. Uzgon zraka se mijenja ovisno o temperaturi površine.
  - prisilnom strujanju zraka uzrokovanim kretnjama ljudi i objekata u prostoru.

Konvektivna izmjena topline podnih sustava je veća kada sustav radi u režimu grijanja.
Obično je kod podnog grijanja konvektivna komponenta prijenosa gotovo 50% ukupnog prijenosa topline, dok je kod podnog hlađenja ona manja od 10%.

### Utjecaj topline i vlage
Kada pri zagrijavanju i hlađenju, cijevi ili grijaći kabeli dijele iste prostore kao i ostali dijelovi zgrada, parazitski prijenos topline je moguć ako prolaze kroz hladne prostore, ventilacijske i kanale i kanale klima uređaja. Da bi to spriječili, cijevi, kabeli ali i ostali dijelovi zgrada moraju biti dobro izolirane. Kod podnog hlađenja moguća je kondenzacija koja se skuplja na površini poda. Da bi to spriječili, vlažnost zraka se održava niskom, ispod 50%, a podne temperature se održavaju iznad točke rosišta 19 ° C.

### Izgradnja sustava i materijala
- Toplinski gubici ovisno o instalacijskom području

- Toplinska vodljivosti tla će utjecati na vođenje topline između tla i grijane ili hlađene podne etaže.
- Tla s većim sadržajem vlage od (većim od 20%) mogu biti i do 15 puta više provodljivi od tla sa sadržajem vlage manjim od 4%.
- Vodene tablice i opće uvjeta tla treba uzeti u obzir.
- Pogodna tanka izolacija, kao što su kruto ekstrudirani ili ekspandirani polistiren je zahtijevan od strane Model National Energy Codes

- Toplinski gubici kod vanjskih podnih konstrukcija

- Grijani ili hlađeni pod povećava temperaturne razlike između vanjskih uvjeta i uspostavljenih podnih uvjeta.
- Šupljine uzrokovane drvenim pokrovima kao što su zaglavlja, trimerima i isturenim gredama nosača, moraju biti izolirane s krutom vatom ili nekom vrstom sprej izolacije odgovarajuće vrijednosti na temelju klime i tehnologije građenja.

- Zidovi i ostali tvrdi dijelovi poda

- Betonski podovi moraju podnijeti skupljanja i širenja zbog temperaturnih oscilacija.
- Temperature za izlivene podove (beton, lagani preljevi), moraju slijediti standarde industrije.
- Kontrola napetosti spojeva i tehnike za suzbijanje lomova su potrebne za sve vrste podova, uključujući:

- Škriljevac
- Terrazzo mramor
- Kamen
- Mramor
- Beton, obojeni i prešani

- Drveni pod

- Dimenzionalna stabilnost drva temelji se prvenstveno na udjelu vlažnosti, međutim, drugi čimbenici mogu ublažiti promjene drva uključujući:

- Vrstu drva
- Tehnike glodanja
- Aklimatizacijsko razdoblje
- Relativna vlažnost zraka u prostoru

- Cijevovodni standardi

### Kontrolni sustav
Sustav za podno grijanje i hlađenje može imati više kontrolnih točaka, uključujući upravljanje:
- Fluida temperature u toplinskim i rashladnima postrojenjima (npr. kotlovi, rashladni agregati, dizalice topline).

- Utjecaji učinkovitosti

- Fluid temperature u distribucijskoj mreži između postrojenja i radijacijskih sklopova.

- Utjecaji početnih i operativnih troškova

- Fluida temperature u PE-X cijevi sustava, koji se temelji na:

- Zahtijevima grijanja i hlađenja
- Razmak između cijevi
- Uzlazni i silazni gubici
- Karakteristike podne obloge

- Operativna temperatura
- Površinske temperature za:

- Udobnost
- Zdravstvo i sigurnost
- Integrite materijala
- Točke rosišta (za podno hlađenje).

## Pogledaj
- Električno grijanje
- Hidronika
- Gloria (grijači sistemi)
- Grijač (tipovi grijača)
- Hipokaust
- Kang kreveti
- Psihometrija
- Ondol
- Obnovljivi izvor topline
- Underfloor air distribution

## Vanjske poveznice
Relevant Industry Organizations, Institutes and Associations (based on contributions to scientific research, standards development and professional education for engineers, architects, interior designers and trades)
- American Society of Heating, Refrigerating and Air-Conditioning Engineers (ASHRAE)
- ASHRAE Technical Committee TC 6.5, Radiant and Convective Space Heating and Cooling (ASHRAE T.C. 6.5)  Arhivirana inačica izvorne stranice od 20. siječnja 2011. (Wayback Machine)
- ASHRAE Technical Committee TC 6.1, Hydronic & Steam Heating Equipment & Systems (ASHRAE T.C. 6.1)  Arhivirana inačica izvorne stranice od 20. siječnja 2011. (Wayback Machine)
- American Institute of Architects (AIA)
- American Society of Interior Designers (ASID)
- Canada Mortgage and Housing Corporation (CMHC)  Arhivirana inačica izvorne stranice od 30. svibnja 2013. (Wayback Machine)
- Canadian Institute of Plumbing & Heating (CIPH)   Arhivirana inačica izvorne stranice od 1. prosinca 2010. (Wayback Machine)
- Dutch Building Services Knowledge Centre (ISSO)
- Dwellings Energy Assessment Procedure - Ireland (DEAP)  Arhivirana inačica izvorne stranice od 3. ožujka 2016. (Wayback Machine)
- Federation of European Heating and Air-Conditioning Associations (REHVA)
- Hydronics Industry Alliance (HIA)
- Heating, Refrigeration and Air Conditioning Institute of Canada (HRAI)
- International Energy Agency, Energy Conservation in Buildings and Community Systems (IEA/ECBCS)  Arhivirana inačica izvorne stranice od 17. srpnja 2011. (Wayback Machine)
- International Organization for Standardization, TC 205/WG 8, Radiant heating and cooling systems (ISO TC205/WG8)
- National Research Council Canada / NRC Institute for Research in Construction, Hydronic Radiant Floor Heating (NRC/IRC)
- Radiant Panel Association (RPA)  Arhivirana inačica izvorne stranice od 27. srpnja 2011. (Wayback Machine)
- Thermal Environmental Comfort Association (TECA)